# Flawiusz z Helvia Recina
Święty Flawiusz z Helvia Recina (żył w III w.) – biskup męczennik, zamordowany w swojej stolicy biskupiej Helvii Recinie (Macerata, Włochy), czczony w Kościele katolickim jako święty, patron miasta Recanati.
Kult świętego obecny jest w Marchii i Umbrii, gdzie istnieją kościoły i opactwa jemu dedykowane. Źródła zawierają nikłe informacje dotyczącego jego życia. Bywa czasem identyfikowany ze św. arcybiskupem Flawiuszem z Konstantynopola, czczonym w Kościele prawosławnym.

## Historia kultu
Jeden z następców bpa Flawiusza na stolicy biskupiej w Helvii Recinie, św. Klaudiusz, żyjący w IV w., ustalił datę męczeństwa i dzień święta oraz wzniósł świątynię jemu poświęconą. Helvia Recina była niszczona przez Gotów w V i VI w. jej mieszkańcy przenieśli się do Recanati, propagując kult męczennika. Inna grupa uchodźców zabrała ze sobą relikwie świętego do Tolentino, gdzie wybudowano na jego cześć oratorium. Wcześniej w tym samym miejscu mogło znajdować się pogańskie sanktuarium. W miejscu tym benedyktyni założyli z czasem opactwo, w którym do dzisiaj przechowywane są relikwie Flawiusza (Opactwo w Rambonie).
Sarkofag z ciałem świętego znajdujący się w opactwie wykonany został, w opinii Antonio Borellego, w IV w. Może to wskazywać na fakt, iż relikwie nie są autentyczne, gdyż zgodnie ze źródłami pisanymi ciało świętego miało być przeniesione do opactwa dopiero w VI w. Według jednej z teorii ciało św. Flawiusza zostało już wcześniej pochowane na terenie opactwa i nie było tam nigdy przenoszone z jakiegoś innego miejsca. Inni historycy uważają, iż w sarkofagu znajduje się ciało św. Amikusa (Amico), opata Rambony ok. roku 1000.

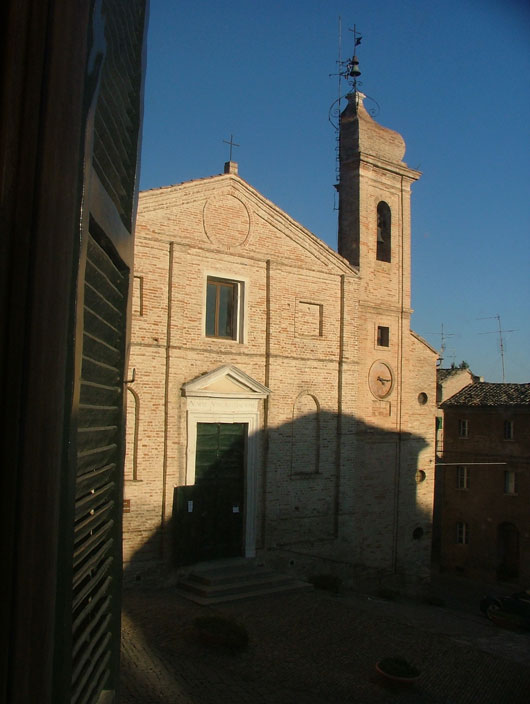
Konkatedra św. Flawiusza w Recanati

Kult męczennika w Recanati  zanikał w XV w., kiedy niespodziewanie miasto nawiedziła zaraza w 1483. Od tego roku rozpoczęto praktykę procesji na cześć świętego. W listopadzie tego samego roku uczony z Ascoli Piceno napisał panegiryk o św. Flawiuszu męczenniku.